# Lee Seung-yeoul
Lee Seung-yeoul, scritto anche Lee Seung-Ryul ((이승렬?, 李昇烈?); Bucheon, 6 marzo 1989), è un calciatore sudcoreano, attaccante del Suwon FC e della nazionale sudcoreana.

## Palmarès

### Club

#### Competizioni nazionali
- K League 1: 1

Seoul: 2010
- Korean League Cup: 1

Seoul: 2010